# Kriegerdenkmal Breitenfeld
Das Kriegerdenkmal Breitenfeld ist ein denkmalgeschütztes Kriegerdenkmal im zur Stadt Gardelegen gehörenden Dorf Breitenfeld in Sachsen-Anhalt.
Es befindet sich im Ortszentrum von Breitenfeld an der Dorfstraße, westlich der Dorfkirche Breitenfeld.
Das Denkmal erinnert an die Gefallenen aus Breitenfeld im Ersten und Zweiten Weltkrieg.
Es besteht aus einem Sandsteinblock auf dem inschriftlich den Gefallenen des Ersten Weltkrieges gedacht wird. Später wurde eine Granittafel für die Gefallenen des Zweiten Weltkrieges zu Füßen des Denkmals aufgestellt.
| Inschrift | Bild                          |
| --- | ----------------------------- |
| Westseite: Unterhalb eines Eisernen Kreuzes |                               |
| *SEI GETREU * BIS AN DEN TOD SO WILL ICH DIR DIE KRONE DES LEBENS GEBEN | Westseite                     |
| Ostseite: |                               |
| 1914 – 1918. Dem Vaterland getreu bis an den Tod fielen aus der Gemeinde Breitenfeld: \| Hermann Thiele gef. 5.10.14 \| August Wolter gef. 12.1.17 \| \| Friedrich Beyer gef. 17.10.14 \| Fritz Schulz gef. 16.4.17 \| \| Otto Schachel gef. 25.10.14 \| Fritz Schmidt gef. 4.6.17 \| \| Friedrich Henneick gef. 13.12.14 \| Fritz Sievert gef. 21.3.18 \| \| August Schmidt gef. 21.4.15 \| Hermann Schulze gef. 23.5.18 \| \| Paul Schachel gef. 11.8.15 \| Wilhelm Lübke gef. 12.6.18 \| \| Wilhelm Schachel gef. 13.10.15 \| Gustav Lübke gef. 9.7.18 \| \| Hermann Schachel gef. 23.7.16 \| Hermann Behrends gef. 30.8.18 \| \| Fritz Dömland gef. 4.9.18 \| \| \| Außerdem sind vermißt: \| \| \| August Friedrichs 11.9.1914 \| Ernst Lüders 20.12.1914 \| \| Fritz Dürrheide 26.9.1914 \| Ernst Schmidt 12.8.1918 \| | Rückseite                     |
| Hermann Thiele gef. 5.10.14 | August Wolter gef. 12.1.17    |
| Friedrich Beyer gef. 17.10.14 | Fritz Schulz gef. 16.4.17     |
| Otto Schachel gef. 25.10.14 | Fritz Schmidt gef. 4.6.17     |
| Friedrich Henneick gef. 13.12.14 | Fritz Sievert gef. 21.3.18    |
| August Schmidt gef. 21.4.15 | Hermann Schulze gef. 23.5.18  |
| Paul Schachel gef. 11.8.15 | Wilhelm Lübke gef. 12.6.18    |
| Wilhelm Schachel gef. 13.10.15 | Gustav Lübke gef. 9.7.18      |
| Hermann Schachel gef. 23.7.16 | Hermann Behrends gef. 30.8.18 |
| Fritz Dömland gef. 4.9.18 |                               |
| Außerdem sind vermißt: |                               |
| August Friedrichs 11.9.1914 | Ernst Lüders 20.12.1914       |
| Fritz Dürrheide 26.9.1914 | Ernst Schmidt 12.8.1918       |

Die auf der Westseite für die Gefallenen des Zweiten Weltkriegs gesetzte Tafel ist beschriftet mit:
Im örtlichen Denkmalverzeichnis ist das Kriegerdenkmal unter der Erfassungsnummer 094 98614 als Baudenkmal verzeichnet.